# 戴瀚
戴瀚（1686年—1755年），字巨川，号雪邨，江蘇上元縣（今屬南京市）人。清朝政治人物。

## 生平
父戴天章，善於治瘟疫。戴瀚自幼能诗，在栖霞山读书。雍正元年（1723年）連中乡試第二名、会试第二名，殿試亦高居一甲第二名（榜眼）。授职翰林院编修。歷任右春坊右中允、左春坊左庶子。雍正七年（1729年）提督福建學政。官至侍讲学士、南书房行走。雍正十三年（1735年）被革职，“贫至无室可栖，而好奖进后学，休宁戴震师事之”。晚年性愛梅，工繪事，喜歡畫梅。著有《探梅集》、《雪村詩稿》、《艮齋集》、《香樹齋集》。